# Ferrovia di Reguengos
La ferrovia di Reguengos (in portoghese, Ramal de Reguengos) in origine denominata Linha do Guadiana, è una linea ferroviaria a scartamento iberico dismessa del Portogallo che collegava Évora e Reguengos de Monsaraz.

## Storia

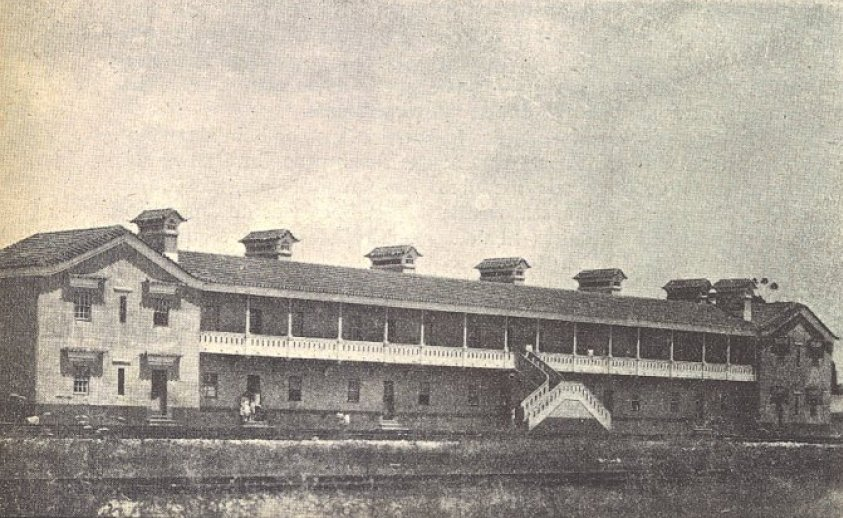
Dormitorio per personale nella stazione di Reguengos de Monsaraz

### Prodromi
Dalla prima metà del XIX secolo si iniziò a pensare a come collegare per ferrovia l'Alentejo e l'area di Lisbona. La Companhia Nacional dos Caminhos de Ferro ao Sul do Tejo venne incaricata di collegare Beja e Évora con la sponda sud del Tago per stabilire un collegamento fluviale con Lisbona. Nel 1859 il governo consegnò alla Companhia dos Caminhos de Ferro do Sueste il tratto Vendas Novas-Beja e la corrispondente ferrovia di Évora. Nel 1861 le due imprese raggiunsero Vendas Novas ma si evidenziarono problemi per il fatto che erano stati concessi due scartamenti differenti. La nazionalizzazione della Companhia do Sul do Tejo e nel 1864 l'affidamento delle sue linee alla Companhia do Sueste portò ad un contratto che prevedeva di uniformare lo scartamento e di raggiungere la frontiera spagnola oltre a prolungare la ferrovia di Évora che il 14 settembre 1863 aveva raggiunto Estremoz. Le difficoltà della Companhia do Sueste portarono al rilevamento da parte dello Stato e la messa all'asta delle linee. Non trovandosi concorrenti nel 1869 la Companhia fu autorizzata a proseguire i servizi. Il decennio 1873-1883 non sortì alcun concorrente per cui lo Stato assunse direttamente l'onere di proseguire i lavori.
Nel 1897 il Ministério das Obras Públicas concesse al Barone di Matosinhos di costruire 3 linee nel sud del paese; una di queste era il Caminho de Ferro Americano de Évora a Mourão che correva in sede mista sulla strada reale nº 20 passando per Reguengos.

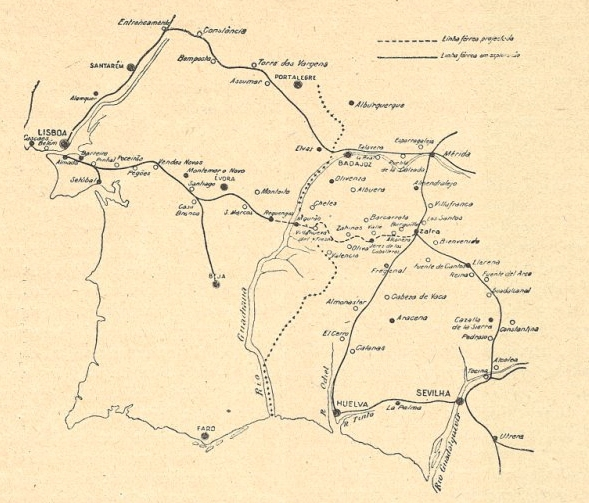
Progetto di ferrovia tra Reguengos e Zafra

### Progetto
Nel 1864 una commissione internazionale luso-spagnola indicò come importanti 5 relazioni ferroviarie tra Siviglia e Huelva, Badajoz, Monfortinho, Barca de Alva e Valença; in seguito si indicò anche una sesta, tra Quintos e Paymogo per Huelva. Nel 1884 fu indicata anche una Évora-Zafra, via Reguengos de Monsaraz, e per Mourão o Cheles ma le autorità militari si opposero per motivi strategici.
Il Plano da Rede Ferroviária ao Sul do Tejo del 1899, pubblicato nel 1902, non considerò la linea di Zafra sostituendola con quella del Guadiana che, percorrendo la valle del fiume rimaneva del tutto in territorio nazionale iniziando ad Évora, passando per Mourão o Reguengos de Monsaraz confluendo a Moura nella ferrovia del Sud-est continuando a partire da Pias fino a Pomarão, via Serpa o Aldeia Nova de São Bento. A Pomarão si collegava alla ferrovia del Basso Alentejo che doveva iniziare dalla ferrovia del Sud a Garvão o a Casével. A Pomarão era presente un porto fluviale che imbarcava i prodotti della regione e della miniera di São Domingos che nelle intenzioni progettuali era ritenuto utile per evitare le spese di costruzione della ferrovia fino a Vila Real de Santo António.
Il finanziamento sarebbe stato assicurato dal fondo speciale delle Caminhos de Ferro do Estado.
La prima tratta tra Pías e Moura venne aperta nel 1902.

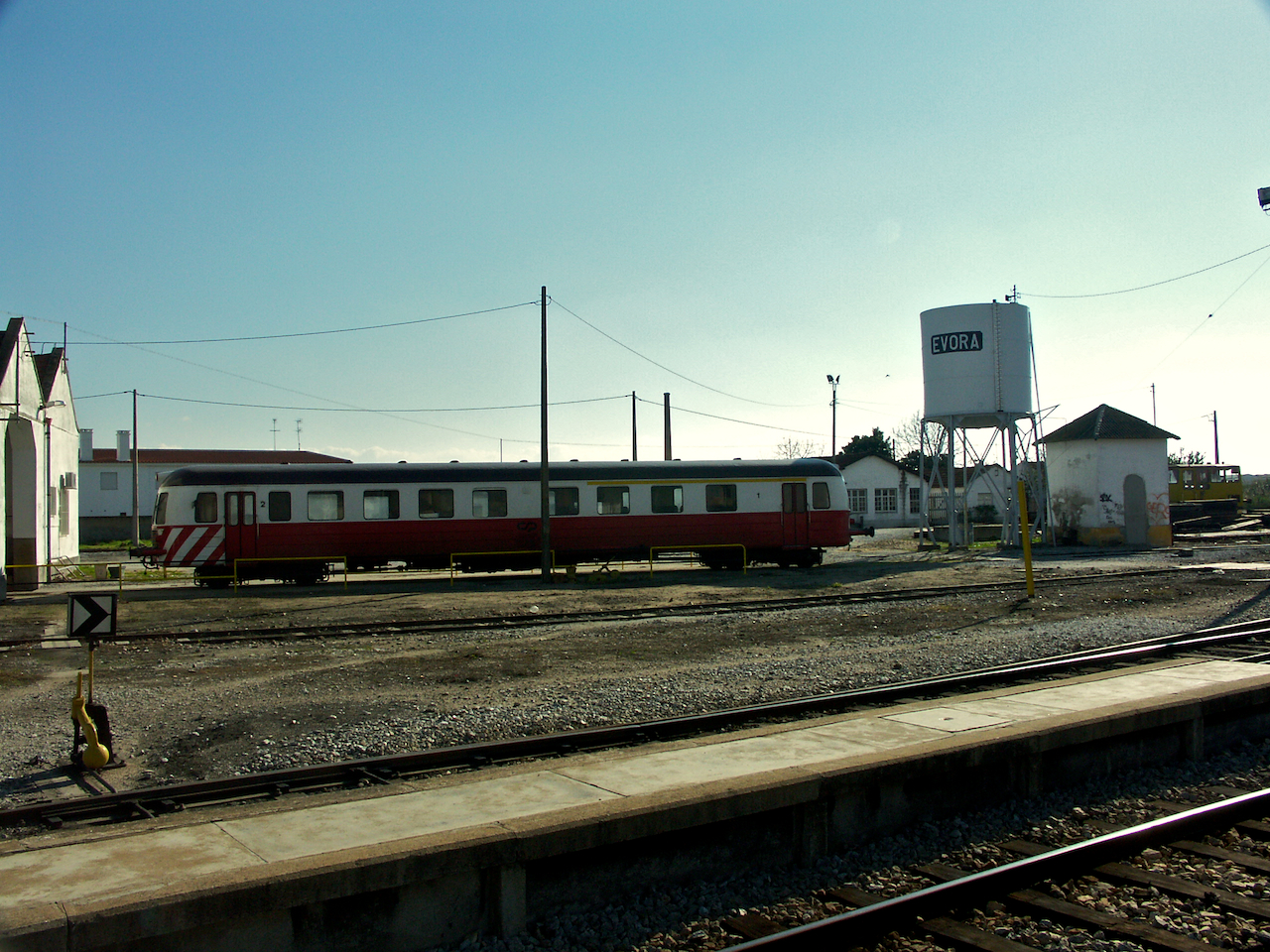
Automotrice CP Serie 0100 nella stazione di Évora, nel 2004

### Costruzione
La costruzione della Évora-Reguengos de Monsaraz fu autorizzata da una legge del 24 aprile 1903 ma solo il 27 gennaio 1912 l'amministrazione di Reguengos fu autorizzata a contrarre un prestito di 500.000 escudos per finanziarla. Dal 15 dicembre del 1913 iniziarono i lavori che con legge n. 675, del 5 aprile 1917, furono affidati alle Caminhos de Ferro do Estado. La legge n. 731, dell'11 luglio, finanziava il proseguimento dei lavori tra Évora e Reguengos e rimborsava il prestito del 1912 al minicipio. Ulteriori presti furono autorizzati per l'esecuzione delle opere negli anni successivi.
Nel 1927 Caminhos de Ferro do Estado confluirono nella Companhia dos Caminhos de Ferro Portugueses assumendo la gestione delle linee dall'11 maggio dello stesso anno.

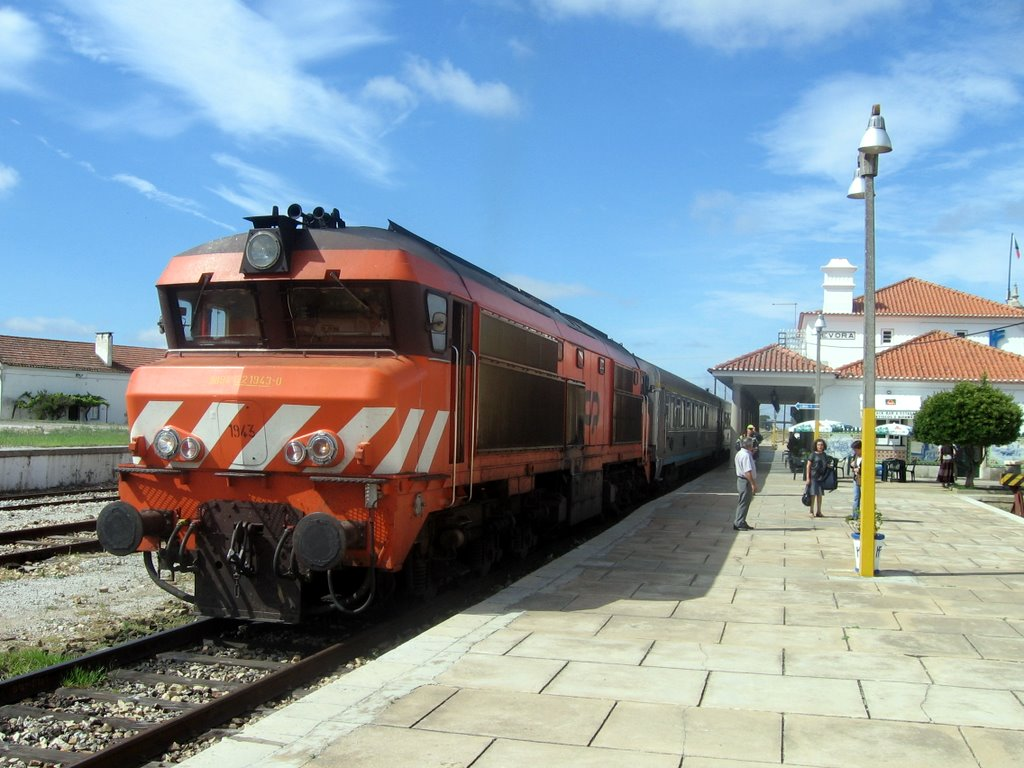
Intercity CP nella stazione di Évora, nel 2007

### Collegamento internazionale con la Spagna
Il 15 luglio del 1924 fu pubblicata una memoria che definiva importante la realizzazione di una ferrovia tra Zafra e Villa Nueva in funzione della ricchezza mineraria dell'area servita, da convogliare verso i porti di Huelva e Siviglia non facendo alcun riferimento a carattere militare.
Nel 1928, una conferenza tenutasi a Lisbona, proponeva la realizzazione di una linea Reguengos de Monsaraz-Mourão-Villanueva, argomentando circa l'opportunità di mettere in secondo piano le argomentazioni strategiche rispetto a quelle economiche in quanto la ferrovia avrebbe permesso il traffico di passeggeri e merci tra Évora e l'Estremadura riducendo anche la distanza tra Lisbona e l'Andalusia.
La conferenza tuttavia fu interrotta e prevalsero le considerazioni strategiche dei militari; un Decreto-Legge del 1º aprile 1930 annullò il progetto Mourão-fronteira prescrivendo di seguire il corso del fiume fino a Pomarão, per rimanere in territorio portoghese. Sul versante spagnolo i decreti del 21 agosto 1928 e del 16 aprile 1929 concessero alla Companhia dos Caminhos de Ferro de Zafra a Portugal di realizzare la linea tra Zafra e Villanueva del Fresno interamente in territorio spagnolo. Nel 1936 tale linea era pronta.

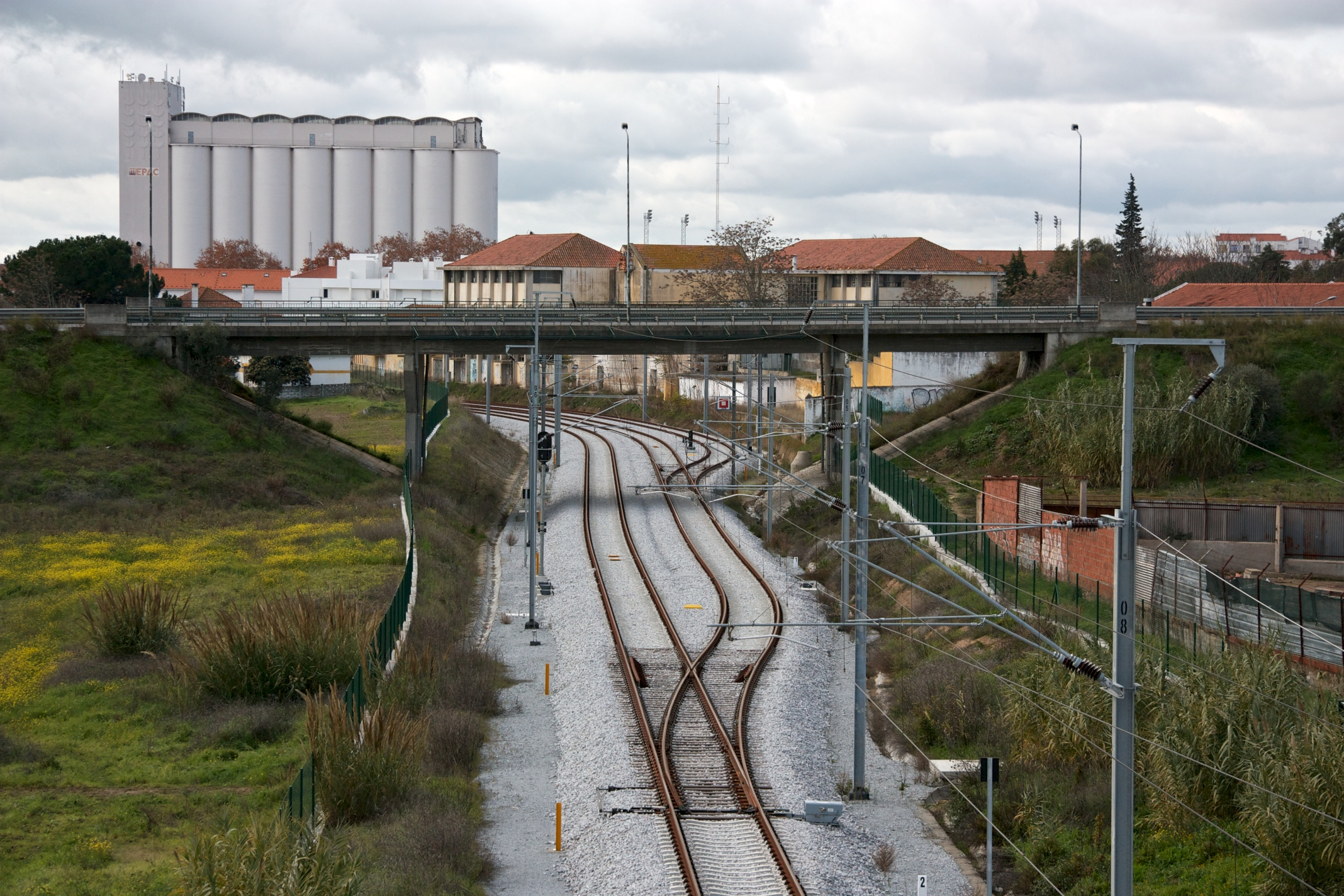
Linea di Évora nel 2010 dopo il risanamento. La linea di Reguengos correva affiancata, sullo stesso tracciato, a quella di Évora e di Mora

### Continuazione per Moura e Mourão
La relazione 1931-1932 della Direzione generale delle Caminhos de Ferro comprendeva l'esecuzione di lavori per la connessione di Mourão lunga 19,332 km. Nel 1934 una delegazione cittadina di Barrancos incontrò il ministro dei lavori pubblici per chiedere una modifica di tracciato tra Moura e Mourão che collegasse anche la stazione di Amareleja.
| Unknown route-map component "CONTgq" | Unknown route-map component "STR+r" |  |

| Unknown route-map component "exBS2c2" | Unknown route-map component "exBS2lr" + Unknown route-map component "KBHFxe" | Unknown route-map component "exBS2c3" |

| Unknown route-map component "exv-STR" | Unknown route-map component "exvSTR-STRl" | Unknown route-map component "exdCONTfq" |

| Unknown route-map component "exBS2c1" | Unknown route-map component "exBS2+r" + Unknown route-map component "exSTRl" | Unknown route-map component "exCONTfq" |

| Unknown route-map component "exHST" |

| Unknown route-map component "WASSER+l" | Unknown route-map component "exhKRZWae" | Unknown route-map component "WASSER+r" |

| Unknown route-map component "exBHF" |

| Unknown route-map component "exHST" |

| Unknown route-map component "exHST" |

| Unknown route-map component "exBHF" |

| Unknown route-map component "exHST" |

| Unknown route-map component "exHST" |

| Unknown route-map component "exBHF" |

| Unknown route-map component "exLSTR" |

| Transverse water | Unknown route-map component "exhKRZWae" | Transverse water |

| Unknown route-map component "exBHF" |

| Unknown route-map component "exCONTgq" | Unknown route-map component "exBS2l" + Unknown route-map component "exSTRr" | Unknown route-map component "exBS2c3" |

|  | Unknown route-map component "exSTR" + Unknown route-map component "exlZOLL" |

|  | Unknown route-map component "exLSTR" |

|  | Unknown route-map component "exLSTR" + Unknown route-map component "LKBHFa" |

| Unknown route-map component "dCONTgq" | Unknown route-map component "STR+r" | Unknown route-map component "vLSTR-" |

| Unknown route-map component "dCONTgq" | Unknown route-map component "ABZg+r" + Unknown route-map component "SHI3+l" | Unknown route-map component "vSHI3r-" |

| Unknown route-map component "d" | Station on track |  |

| Unknown route-map component "d" | One way leftward | Unknown route-map component "CONTfq" |

### Declino
Nel 1950 la Companhia dos Caminhos de Ferro Portugueses introdusse sulla linea un regime di circolazione economico.